# Christian Martin (homme politique)
Pour les articles homonymes, voir Martin et Christian Martin.
 (décembre 2015).
Si vous disposez d'ouvrages ou d'articles de référence ou si vous connaissez des sites web de qualité traitant du thème abordé ici, merci de compléter l'article en donnant les références utiles à sa vérifiabilité et en les liant à la section « Notes et références ».
Christian Martin est un homme politique français et chef d'entreprise, né le 7 avril 1931 à Angers (Maine-et-Loire) et décédé le 8 février 2006.
Il est membre de l'Union pour un mouvement populaire après avoir appartenu à l'Union pour la démocratie française.

## Biographie
Pour les élections législatives de 1993, il est désigné suppléant d'Edmond Alphandéry, le député élu depuis 1978 dans la troisième circonscription de Maine-et-Loire. Celui-ci est réélu le 21 mars 1993, en obtenant 56,27 % des voix dès le premier tour. Il est nommé dans le gouvernement Édouard Balladur le 2 avril. Christian Martin est ainsi devenu député à sa place le 2 mai 1993. Il siègeait au sein du groupe UDF et était membre de la commission de la défense nationale et des forces armées.
À la suite de la dissolution de l'Assemblée nationale décidée par le président Jacques Chirac, de nouvelles élections sont organisées en 1997. Edmond Alphandéry décide alors de ne pas briguer un sixième mandat et Christian Martin est investi pour prendre sa succession. Il est élu le 1er juin 1997 en battant le candidat PS, Pierre Guibert, avec 51,53 % des voix au deuxième tour. Au cours de la XIe législature, il siège à nouveau au sein du groupe UDF et est de nouveau membre de la commission de la défense nationale et des forces armées. 
Il choisit de ne pas se représenter lors des élections législatives de 2002.
Il a aussi été vice-président du conseil général du Maine-et-Loire, maire de Lué-en-Baugeois.

## Mandats
Député
- 02/05/1993 - 21/04/1997 : député de la troisième circonscription de Maine-et-Loire
- 01/06/1997 - 18/06/2002 : député de la troisième circonscription de Maine-et-Loire